# DB 407
 (janvier 2013).
Si vous disposez d'ouvrages ou d'articles de référence ou si vous connaissez des sites web de qualité traitant du thème abordé ici, merci de compléter l'article en donnant les références utiles à sa vérifiabilité et en les liant à la section « Notes et références ».
Les DB 407 ou Velaro D sont des rames automotrices électriques de la famille Velaro, construites par Siemens AG et exploitées par la Deutsche Bahn, pour assurer ses liaisons ICE.

## Historique

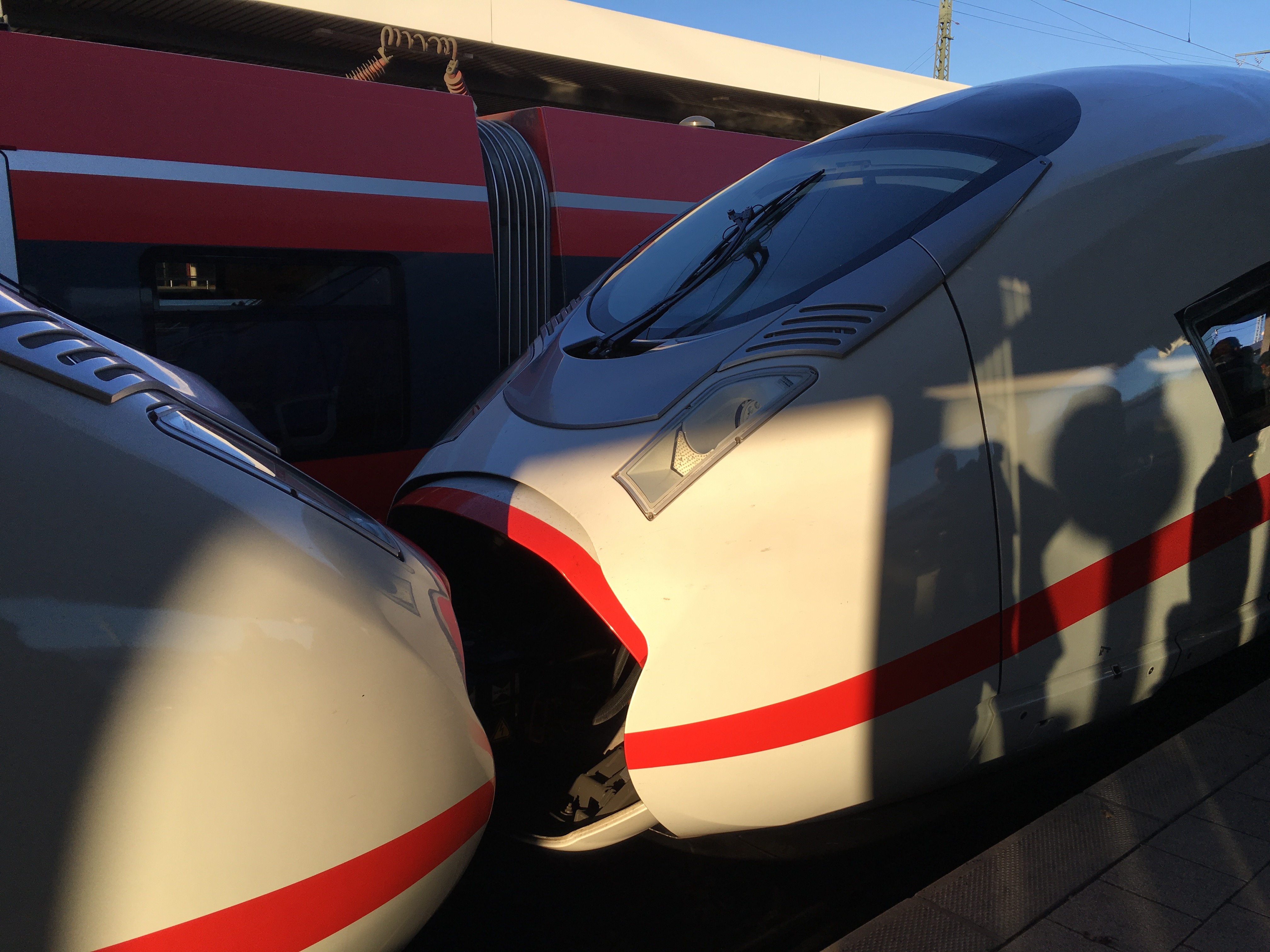
Des rames couplées VELARO D. Photo prise à la station de train de Nuremberg en Allemagne le 7 Décembre 2015

Depuis le 15 décembre 2016, ce type de rames est autorisé à circuler aussi bien en unité simple (US) qu'en unité multiple (UM), sur le réseau ferroviaire français, dans la version SW 4.06.
La rame numérotée 717 est baptisée Paris, depuis le 1er juin 2017.